# فینال لیگ قهرمانان اقیانوسیه ۲۰۲۳
فینال لیگ قهرمانان اقیانوسیه ۲۰۲۳ بازی نهایی لیگ قهرمانان اقیانوسیه ۲۰۲۳ بود، بیست و دومین دوره مسابقات قهرمانی باشگاه‌های اقیانوسیه، مسابقات فوتبال باشگاهی برتر در اقیانوسیه بود که توسط کنفدراسیون فوتبال اقیانوسیه (اواف‌سی) سازماندهی شد و هفدهمین فصل با نام فعلی لیگ قهرمانان اقیانوسیه بود.
فینال به صورت تک مسابقه بین تیم‌های اوکلند سیتی از نیوزیلند و سووا از فیجی برگزار شد. این مسابقه در ورزشگاه فرشواتر در پورت ویلا در ۲۳ مه ۲۰۲۳ برگزار شد.
اوکلند سیتی، مدافع عنوان قهرمانی، سووا را با نتیجه ۴–۲ پس از وقت اضافه شکست داد و عنوان یازدهم خود را به دست آورد و حق بازی در جام باشگاه‌های جهان ۲۰۲۳ در عربستان سعودی را به دست آورد. از آنجایی که آنها همچنین قهرمان لیگ قهرمانان اقیانوسیه ۲۰۲۲ شدند، حق بازی در جام باشگاه‌های جهان ۲۰۲۵ را نیز به دست آوردند.

## مسابقه
| اوکلند سیتی                                             | ۴–۲ (و.ا.) | سووا                     |
| ------------------------------------------------------- | ---------- | ------------------------ |
| - کیلکولی ۳۴' (پ) - د وریس ۴۵+۳'، ۱۲۰+۴' - هوویسون ۱۰۹' | گزارش      | - سانیل ۶۶' - تاهیوآ ۸۳' |

| اوکلند سیتی | سووا |